# 西黄城根南街
39°55′06″N 116°22′16″E / 39.91831°N 116.37120°E
西黄城根南街，是位于北京市西城区东部的一条道路。

## 简介
西黄城根南街南起灵境胡同，与罗家胡同连接，北到西安门大街，与西黄城根北街连接。因位于北京皇城西墙外侧，故明朝称“皇城西大街”，清朝称“皇城西城根”，俗称“西皇城根”。中华民国初年，皇城城墙陆续拆除，并将“皇”字改为“黄”字，以示反对封建皇权。1965年定名“西黄城根南街”。文化大革命中一度改称“立新路”，后来复名“西黄城根南街”。 
西黄城根南街路西，有一片古建筑群，南起大酱坊胡同，北到颁赏胡同，占地面积约二十公顷，是清朝的礼亲王府。